# Altmugl
Altmugl ist ein Gemeindeteil des Marktes Bad Neualbenreuth im oberpfälzischen Landkreis Tirschenreuth.

## Geografie
Altmugl liegt im Oberpfälzer Wald, nahe der Grenze zur Tschechischen Republik. Das Dorf liegt 12 Kilometer nordöstlich der Stadt Tirschenreuth sowie dreieinhalb Kilometer südöstlich von Bad Neualbenreuth. Das Grundwort des Ortsnamens geht auf den Muglbach zurück, der einen halben Kilometer südwestlich des Ortes vorbeifließt.

## Geschichte
Das bayerische Urkataster zeigt Altmugl in den 1810er Jahren mit etwas mehr als einem Dutzend Herdstellen, die sich hufeisenförmig um einen Teich gruppierten, womit das Dorf die Merkmale eines Waldhufendorfes aufwies. Die meisten Anwesen sind als Vierseithöfe gebaut, die Höfe im nordwestlichen Ortsbereich sind deutlich größer als jene am Südostteil des Dorfes. In diesem Teil des Ortes befindet sich ein Forsthaus, das zu Beginn der 1940er Jahre erstmals kartiert wurde, wohl aber bereits lange vorher errichtet worden sein dürfte.
Vom Mittelalter bis kurz nach der Mitte des 19. Jahrhunderts gehörte Altmugl zur sogenannten Fraisch oder Frais, einem Gebiet, das der gemeinsamen Gerichtsbarkeit der Stadt Eger und des Stiftes Waldsassen unterstand. Das damals als „Mugl“ bezeichnete Dorf gehörte zu den „ungemengten“ Ortschaften, was bedeutete, dass in diesem Ort ausschließlich Untertanen des Stiftes Waldsassen lebten. Das Gebiet der Albenreuther Fraisch überdauerte auch die Säkularisation in Bayern, die Rechtsnachfolge des Stiftes Waldsassen trat das Königreich Bayern an. Erst als das Königreich und das Kaisertum Österreich 1862 den Wiener Vertrag abschlossen, endete die Existenz dieses Kondominiums. Seit dem 19. Jahrhundert ist Altmugl ein Gemeindeteil der Gemeinde Neualbenreuth.

## Baudenkmäler in Altmugl
- Liste der Baudenkmäler in Altmugl